# Croton caracasanus
Espèce
Croton caracasanus est une espèce de plantes à fleurs du genre Croton et de la famille des Euphorbiaceae, présente de la Colombie au Venezuela.